# WEDOS Internet

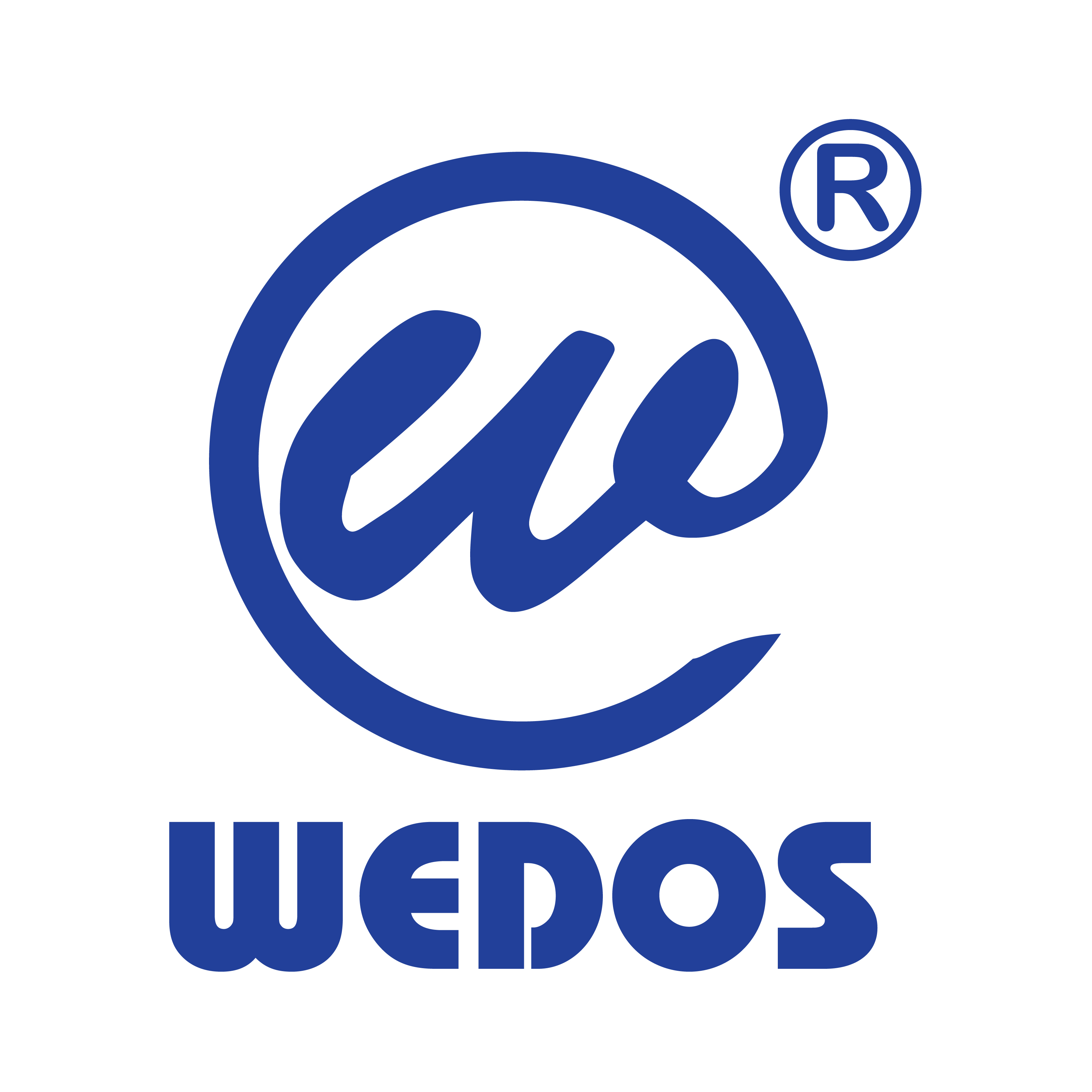
Trademark WEDOS

WEDOS Internet, a.s. (dříve zkratka z WEbhosting, DOmény, Servery, nyní - WE DO Security) je webhostingová firma se sídlem v Hluboké nad Vltavou. Většinovým akcionářem je Josef Grill, který už dříve vybudoval společnost P.E.S. consulting, s.r.o. (pod značkou FORPSI), kterou v roce 2005 prodal Italské společnosti Aruba.
Mimo oblast hostingu společnost zkouší prorazit i s obrovskými datovými úložišti pro vývojáře a firmy.
Od roku 2022 se společnost zaměřuje na bezpečnostní problematiku a nabízí různé druhy ochran IT prostředí. Nová skupina služeb, které budou poskytované pod značkou WEDOS Global, je založena na dlouholetých zkušenostech s problematikou IT bezpečnosti, různých DDoS útoků a ochrany webů. Jedná se o anycastové řešení, kdy firma má tisíce serverů v desítkách lokalit na všech kontinentech.[zdroj?]

## Historie
Společnost byla založena v roce 2010. Celý proces budování datacentra a spuštění služeb probíhal formou reality show. Zájemci tak mohli sledovat, jak se připravují prostory, buduje chlazení anebo umísťují samotné servery.[zdroj?]
WEDOS už od začátku postavil svou strategii na ekologicky úsporných serverech Fujitsu a procesorech Intel XEON 5600.
14. dubna 2013 společnost prohlásila, že je největším poskytovatelem aktivních webhostingových služeb v ČR. V prohlášení se opřela o počet MX záznamů v DNS u jednotlivých domén podle statistik CZ.NIC, které porovnávala s konkurenty. Před ní byla služba Google a IGNUM. Google neposkytoval webhosting, ale umožňoval uživatelům služby Gmail nastavit si vlastní doménu. Ignum přiřazovalo automaticky ke všem doménám MX záznam. K tomuto datu byla společnost také pátým největším registrátorem domén .cz.
13. května. 2013 se společnost WEDOS stala největším provozovatelem mailhostingů na doménách .cz ze všech českých webhostingových firem.
Začátkem února 2019 se společnost WEDOS stala největším webhostingem v ČR a rovněž největším registrátorem domén .cz.
17. března 2020 získala společnost ICANN akreditaci pro registraci generických nadnárodních domén (gTLD). V Česku jsou pouze 4 společnosti s ICANN registrací.
V letech 2016 až 2022 společnost vybudovala unikátní datacentrum, kde jsou všechny servery chlazené v olejové lázni a přebytečné teplo je použito v pro vytápění budovy, vytápění parkoviště a vytápění městského koupaliště.[zdroj?]
Společnost má od roku 2021 stavební povolení na třetí datacentrum, které by mělo být postavené v jihočeském Pištíně.[zdroj?]
Od roku 2025 vystupuje WEDOS na mezinárodním trhu v oblasti kyberbezpečnosti a infrastruktury CDN, zatímco pro české zákazníky pokračuje pod značkou VEDOS.hosting se zaměřením na webhosting, domény a související služby.[zdroj?]

## Služby
WEDOS nabízí krom registrace internetových domén a hostingových služeb, také monitoring dostupnosti služeb WEDOS OnLine. a globální síť postavenou na BGP anycast WEDOS Global
WEDOS OnLine měl k 13. září 2022 přes 1100 uživatelů a dalších téměř 18 tisíc jej využívá prostřednictvím příplatkové služby EWM, kterou lze přikoupit u WEDOS k doménám. WEDOS sám využívá WEDOS OnLine k monitorování služeb svých zákazníků a své infrastruktury. Jednotlivá měření pak seskupuje podle serverů a služeb a publikuje na své status stránce.
Na WEDOS Global je postavena služba WEDOS Global Protection, která chrání weby před DDoS útoky.[zdroj?]